# 中井敬三
中井 敬三（なかい けいぞう、1955年12月30日 - ）は、日本の地方公務員。東京都港湾局長兼東京臨海高速鉄道取締役、東京都財務局長、東京都教育委員会教育長を経て、東京都住宅供給公社理事長。

## 人物・経歴
神奈川県出身。一橋大学経済学部卒業後、1978年東京都庁入庁。2000年東京都総務局参事（人事部人事課長事務取扱）。2004年東京都産業労働局金融部長。2006年東京都総務局人事部長。2008年東京都病院経営本部長。2010年東京都港湾局長、東京臨海高速鉄道取締役。2012年東京都財務局長。2015年に地方教育行政の組織及び運営に関する法律の施行により、従来の教育長と教育委員長とを合わせる形で新設された東京都教育委員会の新教育長及び、公立学校共済組合東京支部長、全国都道府県教育委員長委員協議会会長に就任。2016年全国都道府県教育委員協議会会長。特別支援学校の生徒や不登校の増加への対応や、教員の働き方改革などを進め、日本労働組合総連合会東京都連合会との団体交渉にあたるなどした。2019年東京都住宅供給公社理事長、全国住宅供給公社等連合会副会長（代表理事）、東京臨海副都心まちづくり協議会理事。2021年東京のあすを創る協会会長。